# Ringer-Weltmeisterschaften 1993
Die Ringer-Weltmeisterschaften 1993 fanden nach Stilart und Geschlechtern getrennt an unterschiedlichen Orten statt. Dabei wurden die Ringer in jeweils zehn Gewichtsklassen unterteilt, während die Frauen in neun Gewichtsklassen antraten.

## Griechisch-römisch
Die Wettkämpfe im griechisch-römischen Stil fanden vom 16. bis zum 19. September 1993 in Stockholm statt.

### Medaillengewinner
| Klasse  | Gold                 | Silber              | Bronze               |
| ------- | -------------------- | ------------------- | -------------------- |
| -48 kg  | Wilber Sánchez       | Safar Gulijew       | Sim Gwon-ho          |
| -52 kg  | Raúl Martínez Alemán | Armen Nasarjan      | Alfred Ter-Mkrtchyan |
| -57 kg  | Aghassi Manukjan     | Alexander Ignatenko | Mikael Lindgren      |
| -62 kg  | Sergei Martynow      | Ender Memet         | Juan Luis Marén      |
| -68 kg  | Islam Dugustschijew  | Kamandar Madschydau | Ghani Yalouz         |
| -74 kg  | Néstor Almanza       | Józef Tracz         | Yvon Riemer          |
| -82 kg  | Hamza Yerlikaya      | Däulet Turlychanow  | Murat Kardanow       |
| -90 kg  | Gogi Koguaschwili    | Maik Bullmann       | Tengis Tedoradse     |
| -100 kg | Mikael Ljungberg     | Ibragim Schowchalow | Andrzej Wroński      |
| -130 kg | Alexander Karelin    | Sergei Mureiko      | Tomas Johansson      |

### Medaillenspiegel
| Rang | Land        | Gold | Silber | Bronze |
| ---- | ----------- | ---- | ------ | ------ |
| 1    | Russland    | 4    | 3      | 1      |
| 2    | Kuba        | 3    | 0      | 1      |
| 3    | Armenien    | 1    | 1      | 0      |
| 4    | Schweden    | 1    | 0      | 1      |
| 5    | Türkei      | 1    | 0      | 0      |
| 6    | Deutschland | 0    | 1      | 1      |
|      | Polen       | 0    | 1      | 1      |
| 8    | Kasachstan  | 0    | 1      | 0      |
|      | Moldau      | 0    | 1      | 0      |
|      | Rumänien    | 0    | 1      | 0      |
|      | Belarus     | 0    | 1      | 0      |
| 12   | Frankreich  | 0    | 0      | 2      |
| 13   | Finnland    | 0    | 0      | 1      |
|      | Georgien    | 0    | 0      | 1      |
|      | Südkorea    | 0    | 0      | 1      |

## Freistil
Die Wettkämpfe im freien Stil fanden vom 25. bis zum 28. August 1993 in Toronto statt.

### Medaillengewinner
| Klasse  | Gold              | Silber                 | Bronze                      |
| ------- | ----------------- | ---------------------- | --------------------------- |
| -48 kg  | Alexis Vila       | Wugar Orudschow        | Jong Soon-won               |
| -52 kg  | Walentin Jordanow | Gholamreza Mohammadi   | Sergei Sambalow             |
| -57 kg  | Terry Brands      | Sang-Hyo Shim          | Tserenbaataryn Tsogtbajar   |
| -62 kg  | Thomas Brands     | Lázaro Reinoso         | Ramil Ataollin              |
| -68 kg  | Akbar Fallah      | Wadim Bogijew          | Chris Wilson                |
| -74 kg  | Park Jang-soon    | David Schultz          | Alberto Rodríguez Hernández |
| -82 kg  | Sebahattin Öztürk | Saygid Katinovasov     | Ruslan Kinchagov            |
| -90 kg  | Melvin Douglas    | Eldari Luka Kurtanidse | Macharbek Chadarzew         |
| -100 kg | Leri Chabelowi    | Ali Kayalı             | Heiko Balz                  |
| -130 kg | Bruce Baumgartner | Mirabi Walijew         | Andrei Schumilin            |

### Medaillenspiegel
| Rang | Land               | Gold | Silber | Bronze |
| ---- | ------------------ | ---- | ------ | ------ |
| 1    | Vereinigte Staaten | 4    | 1      | 0      |
| 2    | Russland           | 1    | 2      | 3      |
| 3    | Kuba               | 1    | 1      | 1      |
|      | Südkorea           | 1    | 1      | 1      |
| 5    | Iran               | 1    | 1      | 0      |
|      | Türkei             | 1    | 1      | 0      |
| 7    | Bulgarien          | 1    | 0      | 0      |
| 8    | Georgien           | 0    | 1      | 0      |
|      | Ukraine            | 0    | 1      | 0      |
|      | Belarus            | 0    | 1      | 0      |
| 11   | Usbekistan         | 0    | 0      | 2      |
| 12   | Deutschland        | 0    | 0      | 1      |
|      | Kanada             | 0    | 0      | 1      |
|      | Mongolei           | 0    | 0      | 1      |

## Frauen
Die Wettkämpfe der Frauen fanden vom 7. bis zum 8. August 1993 in Stavern statt.

### Medaillengewinner
| Klasse | Gold                   | Silber              | Bronze                    |
| ------ | ---------------------- | ------------------- | ------------------------- |
| -44 kg | Shoko Yoshimura        | Trine Strand        | Tatjana Karamtschakowa    |
| -47 kg | Xiue Zhong             | Tricia Saunders     | Tetei Alibekowa           |
| -50 kg | Anna Gomis             | Shannon Williams    | Yoshiko Endo              |
| -53 kg | Line Johansson         | Akemi Kawasaki      | Wenddy Yzaguirre Gonzales |
| -57 kg | Gudrun Annette Høie    | Olga Lugo Guardia   | Huang Ai-chun             |
| -61 kg | Nikola Hartmann-Dünser | Isabelle Dourthe    | Lene Barlie               |
| -65 kg | Chao-Li Wang           | Elmira Kurbanowa    | Janna Penny               |
| -70 kg | Yayoi Urano            | Christine Nordhagen | Chin-Ping Chen            |
| -75 kg | Dong Feng Liu          | Mikiko Miyazaki     | Linda Johnsen-Holmeida    |

### Medaillenspiegel
| Rang | Land                | Gold | Silber | Bronze |
| ---- | ------------------- | ---- | ------ | ------ |
| 1    | Volksrepublik China | 3    | 0      | 0      |
| 2    | Japan               | 2    | 2      | 1      |
| 3    | Norwegen            | 2    | 1      | 2      |
| 4    | Frankreich          | 1    | 1      | 0      |
| 5    | Österreich          | 1    | 0      | 0      |
| 6    | Vereinigte Staaten  | 0    | 2      | 0      |
| 7    | Russland            | 0    | 1      | 2      |
| 8    | Kanada              | 0    | 1      | 1      |
|      | Venezuela           | 0    | 1      | 1      |
| 10   | Taiwan              | 0    | 0      | 2      |